# LOVE (MACOの曲)
「LOVE」（ラブ）は、MACOの1枚目のシングル。2015年5月20日にユニバーサルミュージックから発売された。

## 収録曲

### CD
1. LOVE
作詞：MACO、作曲・編曲:MUSOH
2. 春の風
作詞:MACO、作曲・編曲:山口隆志
3. 幸せのはじまり
作詞:MACO,さくらももこ、作曲:MACO,マット・キャブ,Marchin、編曲:Marchin
4. ONE DAY
作詞・作曲:m-flo、加藤ミリヤ、編曲:Marchin

### DVD
1. 「LOVE」Music Video
2. 「LOVE]Music Videoメイキング
3. ジャケット・メイキング